# Мурат (Казахстан)
Мура́т (каз. Мұрат) — село у складі Жанасемейського району Абайської області Казахстану. Входить до складу Іртиського сільського округу.
Населення — 447 осіб (2021; 373 у 2009, 318 у 1999, 206 у 1989).
Національний склад станом на 1989 рік:
- казахи — 100 %